# Beringowski
Beringowski (russisch Бе́ринговский, tschuktschisch Гачгатагын/Gatschgatagyn) ist eine Siedlung städtischen Typs im Autonomen Kreis der Tschuktschen im äußersten Nordosten Russlands. Sie hat 1401 Einwohner (Stand 14. Oktober 2010).

## Geographie

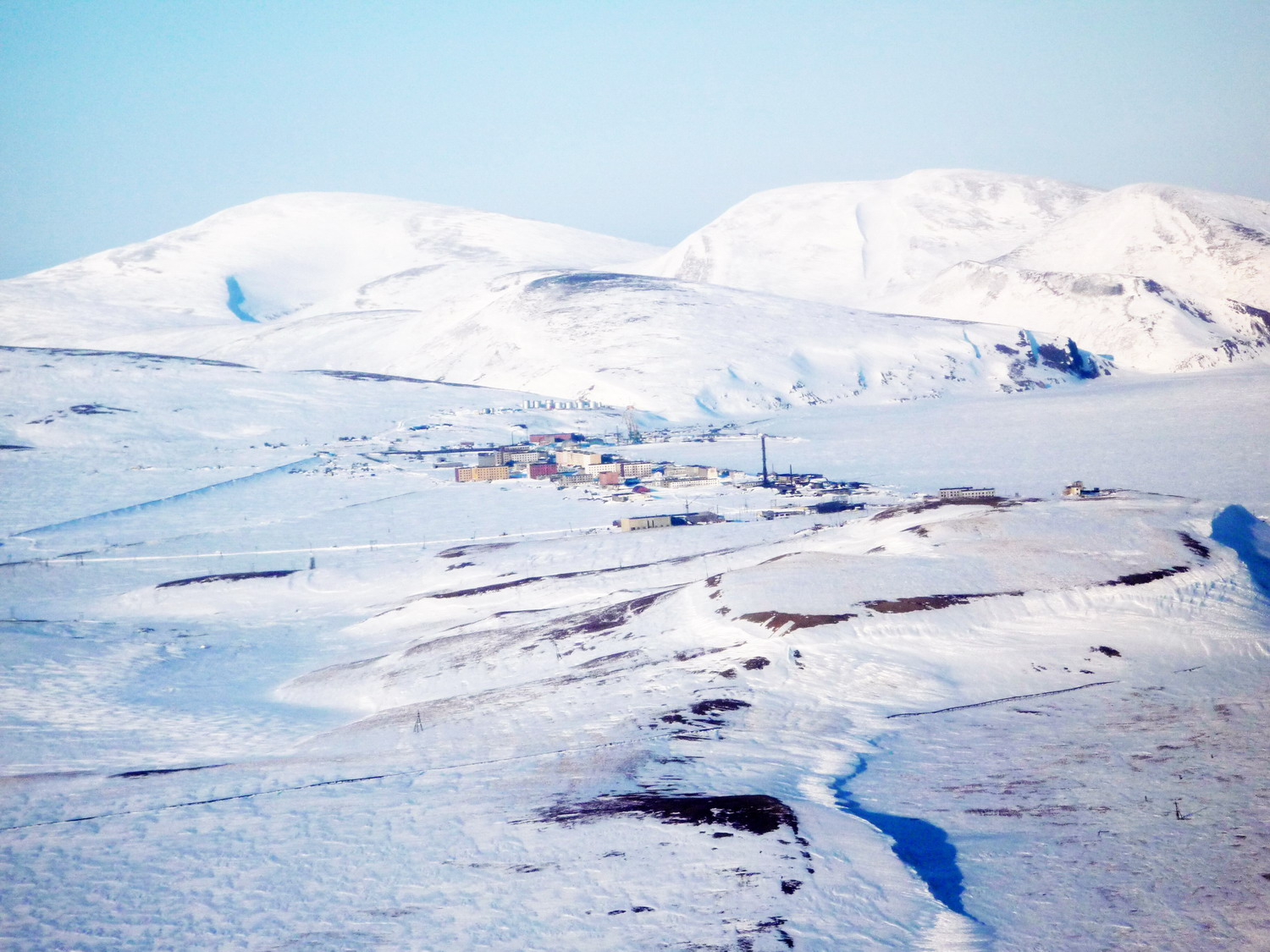
Beringowski im April 2009

Das Zentrum der Siedlung liegt etwa fünf Kilometer von der Ugolny-Bucht („Kohle-Bucht“) entfernt, die sich am südlichen Ausgang der Anadyr-Bucht des Beringmeeres, etwa 200 Kilometer Luftlinie südöstlich des Verwaltungszentrums des Autonomen Kreises Anadyr befindet. Beringowski ist die östlichste Ortschaft Russlands, die noch zur östlichen Hemisphäre gehört. Unmittelbar nördlich der Siedlung ragt das Kap Barykin ins Meer, das die Ugolny-Bucht abgrenzt und äußerster Punkt eines steil auf mehr als 500 Meter Höhe ansteigenden Bergzuges ist.
Beringowski gehört zum Rajon Anadyrski, dessen Verwaltungssitz ebenfalls Anadyr ist.

## Geschichte
Die Siedlung verdankt ihre Existenz Steinkohlevorkommen, die in den 1930er-Jahren entdeckt wurden. Der Ort Beringowski wurde unmittelbar an der Küste 1937 gegründet und zunächst Ugolny (etwa „Kohle-Siedlung“) genannt (Lage). Die Kohleförderung begann 1941; der Transport vom Bergwerk zum Hafen erfolgte zunächst durch eine Schmalspurbahn.
1946 erhielt Ugolny den Status einer Siedlung städtischen Typs. Mit Ausgliederung des Rajons Beringowski im Jahre 1957 wurde die Siedlung dessen Verwaltungszentrum und wie der Rajon nach dem Entdecker Vitus Bering benannt.
Mit der Zeit verlagerte sich das Ortszentrum in die in der Nähe des Bergwerks entstandene Siedlung, die unter dem Namen Nagorny (etwa „Berg-Siedlung“) in den 1960er-Jahren ebenfalls Siedlung städtischen Typs wurde. In den 1970er-Jahren überholte Nagorny Beringowski nach Einwohnerzahl, und die Rajonverwaltung wurde 1975 nach dort verlegt. In den 1990er-Jahren wurden beide Siedlungen unter dem Namen Beringowski vereinigt; die ursprüngliche Siedlung Beringowski am Hafen ist heute faktisch unbewohnt. Am 30. Mai 2008 wurden der Beringowski rajon und der nördlich anschließende Anadyr rajon zu einem neuen Zentralny rajon („Zentral-Rajon“) vereinigt. Beringowski verlor damit seine Funktion als Verwaltungszentrum an das damalige Zentrum des Anadyrski rajon Ugolnyje Kopi. Seit 18. November 2008 trägt der neue Rajon wieder den Anadyrski.

### Bevölkerungsentwicklung
| Jahr | Einwohner   | Einwohner | Einwohner |
| Jahr | Beringowski | Nagorny   | gesamt    |
| ---- | ----------- | --------- | --------- |
| 1959 | 2788        | –         | 2788      |
| 1970 | 2173        | 2087      | 4260      |
| 1979 | 2952        | 3025      | 5977      |
| 1989 | 3044        | 4149      | 7193      |
| 2002 | 1998        | 1998      | 1998      |
| 2010 | 1401        | 1401      | 1401      |

Anmerkung:: Volkszählungsdaten

## Wirtschaft und Infrastruktur
Hauptwirtschaftszweig ist die Kohleförderung. Das Bergwerk stellte allerdings 2009 auf Grund finanzieller Schwierigkeiten die Produktion ein. Daneben gibt es einen Baubetrieb und eine Brauerei.
Die Siedlung besitzt einen Seehafen, der allerdings nicht von größeren Schiffen direkt angelaufen werden kann. Der Transport der Kohle und anderer Güter zwischen Hafen und Schiffen erfolgt mit Leichtern. Sechs Kilometer südöstlich des heutigen Siedlungszentrums befindet sich auf einer Nehrung am Ufer der Ugolny-Bucht ein Flughafen (ICAO-Code UHMR), der von Chukotavia von Anadyr aus angeflogen wird.
Die Schmalspurbahn zwischen Kohlezeche und Hafen wurde in den 1980er-Jahren durch ein Bandfördersystem ersetzt. Straßenverbindung besteht zwischen den Ortsteilen der Siedlung, zum Flughafen und ins etwa 15 Kilometer nordwestlich im Inland gelegene Dorf Alkatwaam.